# Rascal Flatts
Rascal Flatts var ett country-band från Columbus, Ohio. Det bestod av tre medlemmar, Gary LeVox (sång), Joe Don Rooney (gitarr, sång) och Jay DeMarcus (basgitarr, sång, keyboard).

## Diskografi
Studioalbum
- 2000 – Rascal Flatts
- 2002 – Melt
- 2004 – Feels Like Today
- 2006 – Me and My Gang
- 2007 – Still Feels Good
- 2009 – Unstoppable
- 2010 – Nothing Like This
- 2012 – Changed
- 2014 – Rewind
- 2016 – The Greatest Gift of All
- 2017 – Back to Us

Livealbum
- Rascal Flatts Live (2003)
- The Best of Rascal Flatts Live (2011)

EP
- The Hot Mixes (2008)
- Unwrapped (2009)
- Rewind (2014)

Singlar (nummer ett på Billboard Hot Country Songs)
- "These Days" (2002)
- "Mayberry" (2004)
- "Bless the Broken Road" (2005)
- "Fast Cars and Freedom" (2005)
- "What Hurts the Most" (2006) (även #1 på Billboard Hot Adult Contemporary Tracks Chart)
- "My Wish" (2006)
- "Stand" (2007)
- "Take Me There" (2007)
- "Here" (2009)
- "Here Comes Goodbye" (2009)
- "Why Wait" (2010)
- "Banjo" (2012)
- "I Like the Sound of That" (2016)
- "Yours If You Want It" (2017)

Samlingsalbum
- 2008 – Greatest Hits Volume 1